# Аліреза Замані
Аліреза Замані (перс. علیرضا زمانی; народився 11 січня 1994) — іранський арахнолог і систематик.

## Життя і кар'єра
Замані цікавився павуками з дитинства, коли він проводив більшу частину свого часу, збираючи та розводячи різні види, які він міг зібрати у родинному саду. Під впливом свого вчителя біології в середній школі він вирішив вивчати біологію тварин в Тегеранському університеті.
Замані причетний до опису понад 430 нових таксонів фауни Ірану і описав понад 150 нових видів павуків, косариків, фринів і псевдоскорпіонів.. Найвідоміші з описаних видів: Filistata maguirei та Pritha garfieldi з родини Filistatidae, названі на честь виконавців ролі «Людини-павука» Тобі Магвайра та Ендрю Гарфілда; Lycosa aragogi з родини Lycosidae, названа на честь Арагога, вигаданого павука з історії про Гаррі Поттера; Loureedia phoenixi з родини Eresidae, названий на честь актора Хоакіна Фенікса, за колірний візерунок, який нагадує Джокера з коміксів DC; Scytodes kumonga з родини Scytodidae, названий на честь павука кайдзю Кумонга, монстр у франшизі «Годзілла» (наукова назва Кумонги в аніме Godzilla Singular Point, Kumonga scytodes, віддає належне цьому виду); Loxosceles coheni з родини Sicariidae, названий на честь канадського співака, поета і прозаїка Леонарда Коена.
Замані є автором Польового довідника павуків і скорпіонів Ірану, який є першим польовим довідником, присвяченим павукоподібним Близького Сходу, що містить інформацію про понад 230 видів обох рядів. Він є старшим автором каталогу іранських павуків і координатором бази павуків Ірану в проєкті Всесвітнього каталогу павуків.

## Епоніми
- Anthocharis gruneri zamanii Naderi & Back, 2019 (Lepidoptera : Pieridae)
- Tegenaria zamanii Marusik & Omelko, 2014 (Araneae: Agelenidae)[23]